# Marion Wallace Dunlop
Marion Wallace Dunlop (Inverness, 22 de diciembre de 1864-Guilford, 12 de septiembre de 1942) fue una de las primeras y más conocidas sufragistas británicas en hacer huelga de hambre, el 5 de julio de 1909, después de ser arrestada en julio de 1909 por ser activista a favor del voto de las mujeres.

## Biografía

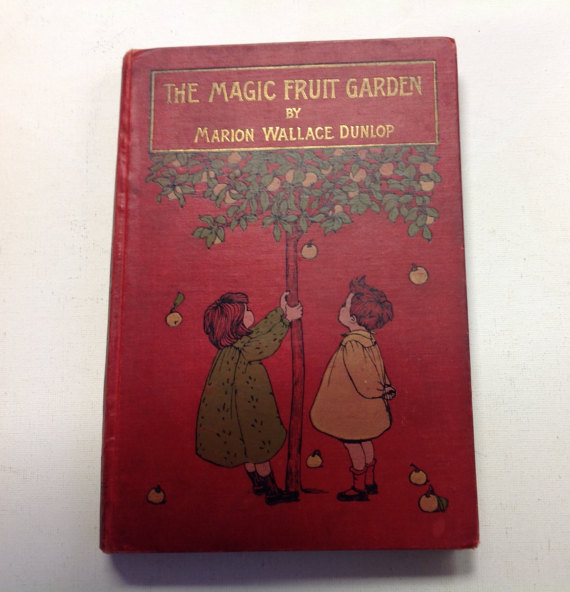
El Jardín de Fruta Mágico por Marion Wallace Dunlop

Dunlop Nació en Leys Castle, Inverness, Escocia, el 22 de diciembre de 1864, hija de Robert Henry Wallace Dunlop y su segunda mujer, Lucy Wallace Dunlop (de soltera Dowson; 1836–1914).
Posteriormente se mudó a Inglaterra y estudió en el Slade School of Fine Art. En 1899 ilustró en estilo art nouveau dos libros, Fairies, Elves and Flower Babies y The magic fruit garden. También exhibió en la Real Academia en 1903, 1905 y 1906.

### Sufragismo

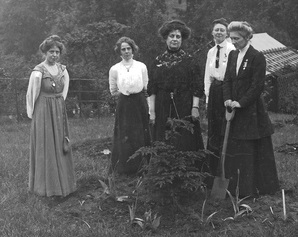
Annie Kenney, Kitty Kenney, Florence Haig, Mary Blathwayt y Marion Wallace-Dunlop en "Suffragette´s Rest"

Dunlop fue muy activa en la Unión Social y Política de las Mujeres (WSPU), de hecho fue arrestada dos veces en 1908. La primera vez por "obstrucción" y la segunda por liderar una marcha de mujeres. En 1909 fue arrestada una tercera vez, en este caso por pintar en la pared de la Cámara de los comunes parte de la Declaración de Derechos Británica (Bill of rights), que decía: «Es derecho de los súbditos hacer una petición al rey, y toda reclusión y persecución por tal petición es ilegal». Marion ayudó a planificar muchas de las manifestaciones de la WSPU por el derecho al voto de las mujeres, incluyendo la del 17 de junio de 1911.

### Huelga de hambre

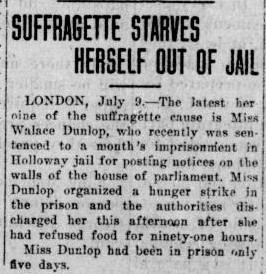
Artículo sobre la huelga de hambre de Dunlop el 10 de junio de 1909, edición del Daily Arizona silver belt

Nunca hubo ninguna sugerencia o recomendación por parte de otras personas a Marion, para que comenzara la huelga de hambre. Todas las informaciones sugieren que fue su propia idea. Sin embargo, poco tiempo después, la huelga de hambre se convirtió en el estandarte de la lucha sufragista. Christabel Pankhurst posteriormente declaró: «Wallace Dunlop, sin ser aconsejada por nadie y actuando enteramente bajo su propia iniciativa, nada más entrar en la cárcel de Holloway, mandó al secretario de estado Herbert Gladstone una solicitud para ser considerada como presa de primera división por un cargo de delito político. Anunció que no iba a ingerir ningún alimento hasta que esta exigencia fuera concedida.» Pethick-Lawrence destacó que Wallace-Dunlop había encontrado «una nueva forma de exigir la consideración de presas políticas, y tuvo la habilidad y energía de enfrentarse a las dificultades a las que se enfrenta una verdadera sufragista».

### Alimentación forzada
Marion soportó 91 horas de ayuno hasta que fue liberada por su estado de salud. La huelga de hambre fue su idea y después del éxito obtenido se convirtió en política oficial de la WSPU. En respuesta a esto, en septiembre de 1909, el Gobierno británico introdujo la alimentación forzada de las prisioneras.

### Fallecimiento
Wallace-Dunlop fue portadora del féretro de Emmeline Pankhurst cuando murió en 1928. A partir de entonces se hizo cargo de Mary, la hija adoptiva de Emmeline. Wallace Dunlop murió el 12 de septiembre de 1942 en Monte Alvernia Nursing Home, Guildford.